# Emma Anhaltsko-Bernbursko-Schaumbursko-Hoymská
Emma Anhaltsko-Bernbursko-Schaumbursko-Hoymská (20. května 1802 – 1. srpna 1858) byla waldecko-pyrmontskou kněžnou a babičkou nizozemské královny Emmy Waldecko-Pyrmontské, která byla pojmenována po ní.

## Život
Emma se narodila jako jedna ze čtyř dcer Viktora II. Anhaltsko-Bernbursko-Schaumbursko-Hoymského a jeho manželky Amálie Nasavsko-Weilburské, dcery Karla Kristiána Nasavsko-Weilburského. Emma vyrůstala společně se svými sestrami v Hoymu, Anhaltu, kde byla vzdělávána. Jejich prastrýc, Fridrich Anhaltsko-Bernbursko-Schaumbursko-Hoymský, se vzdal v roce 1811 svého nástupnictví v Schaumburgu a Holzappelu ve prospěch své neteře, ale v roce 1828 bylo toto rozhodnutí zrušeno.
Po smrti svého manžela v roce 1852 vládla Emma jako regentka waldecko-pyrmontského knížectví za svého nezletilého syna Jiřího Viktora. Mezi její první kroky patřila reforma waldeckého kontingentu federální armády, kterou v roce 1845 realizovali pruští úředníci. Revoluce v roce 1848 proběhla za Emminy vlády; ve Waldecku vedla ke svolání nového parlamentu. Emmina vláda byla popsána jako důležitá fáze v historii Waldecku, s kompletním přepracováním organizace státu.
Vodopád Emma v Bad Gastein byl pojmenován po ní, stejně jako její vnučka, nizozemská královna Emma Waldecko-Pyrmontská. Dvojtolar používaný v roce 1847 byl známý jako Tlustá Emma.

## Manželství a potomci
Emma se 26. června 1823 na zámku Schaumburg provdala za Jiřího II. Waldecko-Pyrmontského. Měli spolu pět dětíː
- Augusta Waldecko-Pyrmontská (21. července 1824 – 4. září 1893), ⚭ 1848 Alfréd ze Stolberg-Stolbergu (23. listopadu 1820 – 24. ledna 1903)
- Josef Waldecko-Pyrmontský (24. listopadu 1825 – 27. ledna 1829)
- Hermína Waldecko-Pyrmontská (29. září 1827 – 16. února 1910), ⚭ 1844 Adolf I. ze Schaumburg-Lippe (1. srpna 1817 – 8. května 1893), kníže ze Schaumburg-Lippe
- Jiří Viktor Waldecko-Pyrmontský (14. ledna 1831 – 12. května 1893), kníže waldecko-pyrmontský
⚭ 1853 Helena Nasavská (18. srpna 1831 – 27. října 1888)
⚭ 1891 Luisa Šlesvicko-Holštýnsko-Sonderbursko-Glücksburská (6. ledna 1858 – 2. července 1936)
- Walrad Waldecko-Pyrmontský (24. ledna 1833 – 20. ledna 1867), svobodný a bezdětný

## Vývod z předků
|                                                |                                                        |  |                                |                                                     |  |  |  |  |  |  |  | Lebrecht Anhaltsko-Zeitzko-Hoymský |
|                                                |                                                        |  |                                |                                                     |  |  |  |  |  |  |  |                                    |
|                                                | Viktor I. Anhaltsko-Bernbursko-Schaumbursko-Hoymský    |  |                                |                                                     |  |  |  |  |  |  |  |                                    |
|                                                |                                                        |  |                                |                                                     |  |  |  |  |  |  |  |                                    |
|                                                |                                                        |  |                                | Šarlota Nasavsko-Dillenburská                       |  |  |  |  |  |  |  |                                    |
|                                                |                                                        |  |                                |                                                     |  |  |  |  |  |  |  |                                    |
|                                                | Karel Ludvík Anhaltsko-Bernbursko-Schaumbursko-Hoymský |  |                                |                                                     |  |  |  |  |  |  |  |                                    |
|                                                |                                                        |  |                                |                                                     |  |  |  |  |  |  |  |                                    |
|                                                |                                                        |  |                                | Vilém Mořic Isenbursko-Büdingensko-Birsteinský      |  |  |  |  |  |  |  |                                    |
|                                                |                                                        |  |                                |                                                     |  |  |  |  |  |  |  |                                    |
|                                                | Šarlota Luisa Isenbursko-Büdingensko-Birsteinská       |  |                                |                                                     |  |  |  |  |  |  |  |                                    |
|                                                |                                                        |  |                                |                                                     |  |  |  |  |  |  |  |                                    |
|                                                |                                                        |  |                                | Anna Amálie Isenbursko-Büdingenská                  |  |  |  |  |  |  |  |                                    |
|                                                |                                                        |  |                                |                                                     |  |  |  |  |  |  |  |                                    |
|                                                | Viktor II. Anhaltsko-Bernbursko-Schaumbursko-Hoymský   |  |                                |                                                     |  |  |  |  |  |  |  |                                    |
|                                                |                                                        |  |                                |                                                     |  |  |  |  |  |  |  |                                    |
|                                                |                                                        |  |                                | Vilém Mořic Solms-Braunfelský                       |  |  |  |  |  |  |  |                                    |
|                                                |                                                        |  |                                |                                                     |  |  |  |  |  |  |  |                                    |
|                                                | Fridrich Vilém I. ze Solms-Braunfels                   |  |                                |                                                     |  |  |  |  |  |  |  |                                    |
|                                                |                                                        |  |                                |                                                     |  |  |  |  |  |  |  |                                    |
|                                                |                                                        |  |                                | Magdaléna Sofie of Hesensko-Homburská               |  |  |  |  |  |  |  |                                    |
|                                                |                                                        |  |                                |                                                     |  |  |  |  |  |  |  |                                    |
|                                                | Amálie Eleonora ze Solms-Braunfels                     |  |                                |                                                     |  |  |  |  |  |  |  |                                    |
|                                                |                                                        |  |                                |                                                     |  |  |  |  |  |  |  |                                    |
|                                                |                                                        |  |                                | Karel Otto Solms-Laubašský                          |  |  |  |  |  |  |  |                                    |
|                                                |                                                        |  |                                |                                                     |  |  |  |  |  |  |  |                                    |
|                                                | Žofie ze Solms-Laubach                                 |  |                                |                                                     |  |  |  |  |  |  |  |                                    |
|                                                |                                                        |  |                                |                                                     |  |  |  |  |  |  |  |                                    |
|                                                |                                                        |  |                                | Louisa Albertina Schönbursko-Waldenburská           |  |  |  |  |  |  |  |                                    |
|                                                |                                                        |  |                                |                                                     |  |  |  |  |  |  |  |                                    |
| Emma Anhaltsko-Bernbursko-Schaumbursko-Hoymská |                                                        |  |                                |                                                     |  |  |  |  |  |  |  |                                    |
|                                                |                                                        |  |                                |                                                     |  |  |  |  |  |  |  |                                    |
|                                                |                                                        |  | Jan Arnošt Nasavsko-Weilburský |                                                     |  |  |  |  |  |  |  |                                    |
|                                                |                                                        |  |                                |                                                     |  |  |  |  |  |  |  |                                    |
|                                                | Karel August Nasavsko-Weilburský                       |  |                                |                                                     |  |  |  |  |  |  |  |                                    |
|                                                |                                                        |  |                                |                                                     |  |  |  |  |  |  |  |                                    |
|                                                |                                                        |  |                                | Marie Polyxena Leiningensko-Dagsbursko-Hartenburská |  |  |  |  |  |  |  |                                    |
|                                                |                                                        |  |                                |                                                     |  |  |  |  |  |  |  |                                    |
|                                                | Karel Kristián Nasavsko-Weilburský                     |  |                                |                                                     |  |  |  |  |  |  |  |                                    |
|                                                |                                                        |  |                                |                                                     |  |  |  |  |  |  |  |                                    |
|                                                |                                                        |  |                                | Jiří August Nasavsko-Idsteinský                     |  |  |  |  |  |  |  |                                    |
|                                                |                                                        |  |                                |                                                     |  |  |  |  |  |  |  |                                    |
|                                                | Augusta Frederika Nasavsko-Saarbrückensko-Idsteinská   |  |                                |                                                     |  |  |  |  |  |  |  |                                    |
|                                                |                                                        |  |                                |                                                     |  |  |  |  |  |  |  |                                    |
|                                                |                                                        |  |                                | Henrieta Dorotea Oettingensko-Oettingenská          |  |  |  |  |  |  |  |                                    |
|                                                |                                                        |  |                                |                                                     |  |  |  |  |  |  |  |                                    |
|                                                | Amálie Nasavsko-Weilburská                             |  |                                |                                                     |  |  |  |  |  |  |  |                                    |
|                                                |                                                        |  |                                |                                                     |  |  |  |  |  |  |  |                                    |
|                                                |                                                        |  |                                | Jan Vilém Friso                                     |  |  |  |  |  |  |  |                                    |
|                                                |                                                        |  |                                |                                                     |  |  |  |  |  |  |  |                                    |
|                                                | Vilém IV. Oranžský                                     |  |                                |                                                     |  |  |  |  |  |  |  |                                    |
|                                                |                                                        |  |                                |                                                     |  |  |  |  |  |  |  |                                    |
|                                                |                                                        |  |                                | Marie Luisa Hesensko-Kasselská                      |  |  |  |  |  |  |  |                                    |
|                                                |                                                        |  |                                |                                                     |  |  |  |  |  |  |  |                                    |
|                                                | Karolína Oranžsko-Nasavská                             |  |                                |                                                     |  |  |  |  |  |  |  |                                    |
|                                                |                                                        |  |                                |                                                     |  |  |  |  |  |  |  |                                    |
|                                                |                                                        |  |                                | Jiří II.                                            |  |  |  |  |  |  |  |                                    |
|                                                |                                                        |  |                                |                                                     |  |  |  |  |  |  |  |                                    |
|                                                | Anna Hannoverská                                       |  |                                |                                                     |  |  |  |  |  |  |  |                                    |
|                                                |                                                        |  |                                |                                                     |  |  |  |  |  |  |  |                                    |
|                                                |                                                        |  |                                | Karolina z Ansbachu                                 |  |  |  |  |  |  |  |                                    |
|                                                |                                                        |  |                                |                                                     |  |  |  |  |  |  |  |                                    |